# NGC 3231
NGC 3231 — рассеянное скопление в созвездии Большая Медведица.
Этот объект входит в число перечисленных в оригинальной редакции «Нового общего каталога».
Вероятно, NGC 3231 является лишь остатком рассеянного скопления.